# RPGドラゴン
『RPGドラゴン』（アールピージードラゴン）は、富士見書房から出版されたテーブルトークRPG（TRPG）専門誌。『月刊ドラゴンマガジン』のTRPG記事を分離・拡大し、1995年5月号増刊として創刊。以後季刊として発行されていたが1997年7月号増刊の13号の発売が予定より2か月遅れ、14号は出ないまま休刊した。このため、未完に終わるか、そもそも実現しなかった企画も多い。
リプレイなど、連載企画の一部は富士見ドラゴンブックで文庫化されている。

## サポートしていたゲームシステム
（五十音順）
- シャドウラン
- ソード・ワールドRPG
  - デュダRPG
- ドラゴンハーフRPG
- パラダイス・フリートRPG
- マギウス(MAGIUS) シリーズ
- メックウォーリア（バトルテック）
- モンスター・コレクションTCG
- モンスターメーカーRPG

## 連載
- TOKYO EYE-SHOT 【シャドウラン】
- シャドウラン・リプレイ
- ケイオスランド　ワールドガイド 【ソード・ワールドRPG】著者：清松みゆき
  - 小説「波濤の彼方に待つもの」
  - 小説との連動シナリオ
  - 小説「戦乙女の大地を綴るものたち」（未完）
  - FROM FORCERIA
  - DUNGEON BUSTER（読者参加企画。投稿されたNPCによる、シナリオソース）
  - 地理や風習、特殊クラスなどの設定紹介（シナリオ製作ガイドも提供）
- 冒険者の店 【ソード・ワールドRPG】著者：水野良（ゲームマスター向けの設定＆教養コーナー。小説とシナリオソース）
- 冒険者の絆 【ソード・ワールドRPG】（プレイヤー向けのクロス・リプレイ企画。4人のPC視点で、リプレイが書かれる。未完）
- ソード・ワールドRPGビギナーズ 放課後冒険アカデミー（初心者向けの入門企画。キャラクターデザインは岡田芽武。14号から開始予定だったが、休刊のため実現せず）
- デュダRPGリプレイ
- BATTLE OVER:3025 【バトルテック】
- メックウォリアー・リプレイ【メックウォーリア】（休刊のため、本誌では未完。単行本化の際に未掲載部分を追加して完結）
- モンスター・コレクションTCGコミック『魔獣電撃戦サマナーズ！』（田中としひさ）
- モンスター・コレクションTCGリプレイ
- バレル魔法学院日誌【モンスターメーカーRPG】
- カードの王国（安田均）
- RPG用誤辞典（朱鷺田祐介 / 金澤尚子）
- コミック『はっぴぃ♥あどべんちゃら〜ず』（てんま乱丸）（13号開始のため、1話で終了）